# 莫仑太尔
莫仑太尔（也称为莫仑太、甲噻嘧啶）是一种含氮杂环有机硫化合物，化学式C12H16N2S，带有3-甲基噻吩基团，与雙羥萘酸噻嘧啶化学结构类似，能作为乙酰胆碱酯酶抑制剂。